# Руис, Рауль (режиссёр)
Рау́ль Эрнесто Руи́с Пи́но (исп. Raúl Ernesto Ruiz Pino, фр. Raoul Ruiz; 25 июля 1941 года, Пуэрто-Монт — 19 августа 2011 года, Париж) — чилийский кинорежиссёр, сценарист, актёр и писатель, который с 1973 года (переворот Пиночета) жил и работал в Париже. Супруга — режиссёр Валерия Сармьенто.

## Биография
В 1956—1962 годах экспериментировал в области драматургии. Поставленная в 1968 году экранизация романа Г. Кабреры Инфанте «Три тоскливых тигра» была удостоена главного приза на фестивале в Локарно. Президент Альенде назначил Руиса своим советником по вопросам культуры. Сам Руис в интервью говорил, что был советником социалистической партии, одной из восьми партий, входивших в коалицию «Народного единства».
С 1973 года жил во Франции. Снимал авторское кино, богатое скрытыми смыслами и сюрреалистической образностью, наполненное фантасмагориями и абсурдизмом, как, например, разработанный совместно с Пьером Клоссовски и Сашей Верни псевдодокументальный проект «Гипотеза похищенной картины» (1979) и «стивенсоновская» трилогия: «Город пиратов», «Три кроны для моряка», «Остров сокровищ». По характеристике Андрея Плахова

Фантасмагории Руиса основаны на принципе множественности интерпретаций, причем сама эта множественность становится сюжетообразующей.
С середины 1990-х годов Руис работал со «звёздами» первой величины — такими, как Катрин Денёв, Эммануэль Беар, Джон Малкович. В поздних фильмах отходит от демонстративно «бедняцкой» картинки, работы становятся более мейнстримными, регулярно дебютируют на крупнейших фестивалях, включая Каннский. В 1999 году руководил крупнобюджетной экранизацией романа М. Пруста «Обретённое время». Умер в Париже в возрасте 70 лет от пневмонии..

## Фильмография

### Полнометражные фильмы
- 1967 — Танго вдовца / El tango del viudo
- 1968 — Три грустных тигра / Tres tristes tigres (англ. по одноимённому роману Г. Кабреры Инфанте)
- 1969 — Бой на саблях / La catanaria
- 1970 — Что делать! / ¡Qué hacer!
- 1970 — В исправительной колонии / La colonia penal (по новелле Кафки, Франца)
- 1971 — Никто ничего не сказал / Nadie dijo nada (по новелле Макса Бирбома Енох Сомс)
- 1972 — Экспроприация / La expropiación
- 1973 — Социалистический реализм / El realismo socialista (по новелле Ч. Павезе)
- 1973 — Храбрая голубка / Palomita brava
- 1973 — Белая голубка / Palomita blanca (по роману Энрике Лафуркада)
- 1974 — Диалог изгнанников / Diálogo de exiliados
- 1978 — Снятые обеты / La vocation suspendue по роману Пьера Клоссовского)
- 1979 — Игры / Jeux
- 1979 — Представления о спорах / Images de débat
- 1979 — Гипотеза похищенной картины / L’hypothèse du tableau volé (по роману Пьера Клоссовского)
- 1980 — Музей Дали / Musée Dali
- 1980 — Кривой / Le borgne
- 1981 — Территория / The Territory
- 1982 — Спина кита / Het Dak van de Walvis
- 1983 — Город Париж / La ville de Paris
- 1983 — Береника / Bérénice
- 1983 — Три кроны для моряка / Les trois couronnes du matelot
- 1984 — Режим для начинающих / Régime sans pain
- 1984 — Город пиратов / La ville des pirates
- 1984 — Линия горизонта / Point de fuite
- 1985 — Остров сокровищ / Treasure Island / L'Île au trésor (по роману Стивенсона)
- 1985 — Реальное присутствие / La présence réelle
- 1985 — Судьба Манюэля / Les destins de Manoel
- 1985 — Пробудившаяся на мосту Альмы / L’éveillé du pont de l’Alma
- 1986 — Ричард III / Richard III
- 1986 — Память о привидениях / Mémoire des apparences
- 1986 — В зеркале / Dans un miroir
- 1986 — Маммам / Mammame
- 1987 — Профессор Таранн / Le professeur Taranne (по пьесе Артюра Адамова)
- 1987 — Слепая сова / La chouette aveugle (по повести Садега Хедаята)
- 1987 — Ледокол / Brise-glace
- 1988 — Все облака — это часовые башни / Tous les nuages sont des horloges
- 1988 — Аллегория / Allegoria
- 1989 — Хаб / Hub
- 1989 — За стеной / Derrière le mur
- 1990 — Блуждающая новелла / La novela errante
- 1990 — Золотой кораблик / The Golden Boat
- 1991 — Lexot
- 1991 — Хватит болтать / Basta la palabra
- 1992 — Одинокие / Les solidades
- 1993 — Зеркала Туниса / Miroirs de Tunisie
- 1993 — Глава 66 / Capitolo 66
- 1993 — Обман зрения / L’œil qui ment
- 1994 — Тайное путешествие — жизни святых и грешников / Viaggio clandestino — Vite di santi e di peccatori
- 1995 — Фадо, большой и малый / Fado majeur et mineur
- 1995 — По поводу Ниццы (эпизод «Прогулка») / À propos de Nice, la suite (segment Promenade)
- 1996 — Три жизни и одна смерть / Trois vies et une seule mort
- 1997 — История преступления / Généalogies d’un crime
- 1998 — Два убийцы / Shattered Image
- 1999 — Обретённое время / Le temps retrouvé
- 2000 — Любовная битва в мечтах / Combat d’amour en songe
- 2000 — Комедия невинности / Comédie de l’innocence (по роману Массимо Бонтемпелли)
- 2001 — Сильные духом / Les âmes fortes (по роману Жана Жионо)
- 2003 — Тот день / Ce jour-là
- 2003 — Место среди живых / Une place parmi les vivants
- 2004 — Пикники / Días de campo
- 2005 — Утраченное / Le domaine perdu
- 2006 — Климт / Klimt
- 2007 — У каждого своё кино / Chacun son cinéma — эпизод «Дар»
- 2008 — Банкирский дом Нусингена/ La maison Nucingen (по роману Бальзака)
- 2010 — Лиссабонские тайны[8]/ Mistérios de Lisboa  (по роману Каштелу Бранку, премия Луи Деллюка)
- 2012 — Ночь напротив / La noche de enfrente (по рассказам Эрнана дель Солара)

### Короткометражные фильмы
- 1960 — Чемодан / La maleta
- 1964 — Возвращение / Le retour
- 1969 — Милитаризм и пытки / Militarismo y tortura
- 1971 — Теперь мы будем называть тебя братом / Ahora te vamos a llamar hermano
- 1972 — Народная поэзия: теория и практика / Poesía popular: la teoría y la práctica
- 1972 — Стрелки часов / Los minuteros
- 1973 — Снабжение / Abastecimiento
- 1976 — Сотело / Sotelo
- 1977 — Собачья сходка / Colloque de chiens
- 1978 — Различия в природе / Les divisions de la nature
- 1980 — Новый город / La ville nouvelle
- 1980 — Телетесты / Teletests
- 1980 — Фальстрем / Fahlstrom
- 1981 — Образы из песка / Images de sable
- 1982 — Спор садов / Querelle des jardins
- 1982 — Маленький театр / Le petit théâtre
- 1982 — Китайские тени / Ombres chinoises
- 1984 — Путешествие вокруг руки / Voyages d’une main
- 1989 — Кладезь безумия / Il pozzo dei pazzi
- 1990 — Книга о Христофоре Колумбе / Le livre de Christophe Colombe
- 1992 — Видения и чудеса христианской религии / Visione e meraviglia della religione cristiana
- 1997 — Грядущий фильм / Le film à venir

### Телевизионные фильмы
- 1976 — Утопия / Utopia
- 1979 — Небольшой курс истории Франции / Petit manuel d’histoire de France
- 1979 — О значительных событиях и обыкновенных людях / De grands événements et de gens ordinaires
- 1980 — Игра в гуся / Zig-Zag — le jeu de l’oie (une fiction didactique à propos de la cartographie)
- 1980 — Картина молча / L’image en silence
- 1989 — Данте / A TV Dante (телесериал)
- 2001 — Миотт глазами Руиса / Miotte vu par Ruiz
- 2003 — Медея / Médée